# Vilches
Vilches is een gemeente in de Spaanse provincie Jaén in de regio Andalusië met een oppervlakte van 273 km². Vilches telt 4.646 inwoners (1 januari 2016).

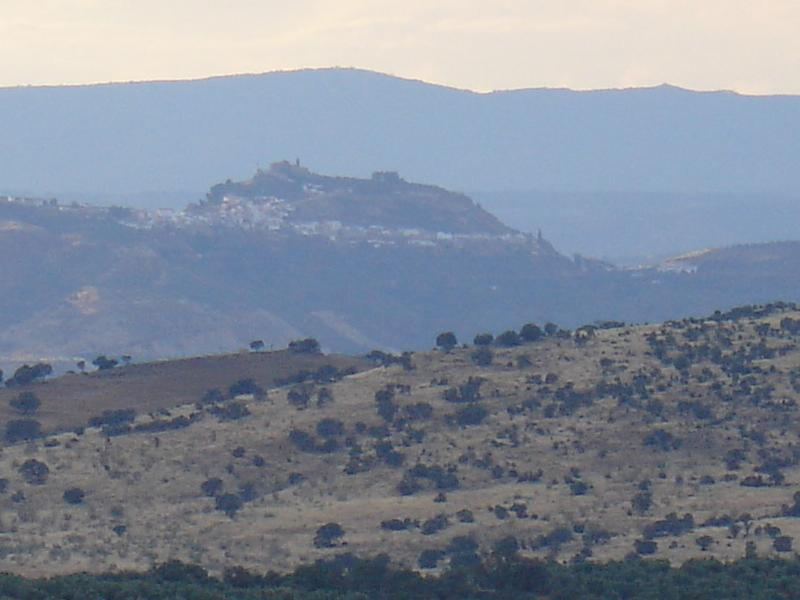
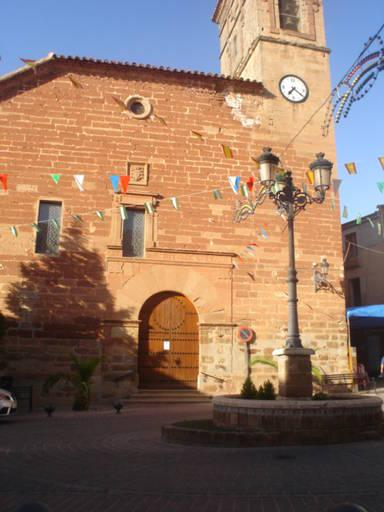
Parochiekerk